# Puchar Polski kobiet w piłce nożnej 2005/06, grupa wielkopolska
Puchar Polski kobiet w piłce nożnej w sezonie 2005/06, grupa: wielkopolska
I runda - 19 - 23 października 2005
Olimpia Szczecin - TKKF Gryf Szczecin 0:2
Gryf 95 Słupsk - Victoria II Sianów 1:3
Promień Mosty - Brda Bydgoszcz - 1:6
Półfinały - 26 października 2005
Klub Victoria II Sianów miał wolny los.
TKKF Gryf Szczecin - Brda Bydgoszcz 3:0- walkower
Drużyna Brdy nie skompletowała pełnego składu na mecz.
Finał - 30 października 2005
TKKF Gryf Szczecin - Victoria II Sianów 3:0